# Ludzka tarcza

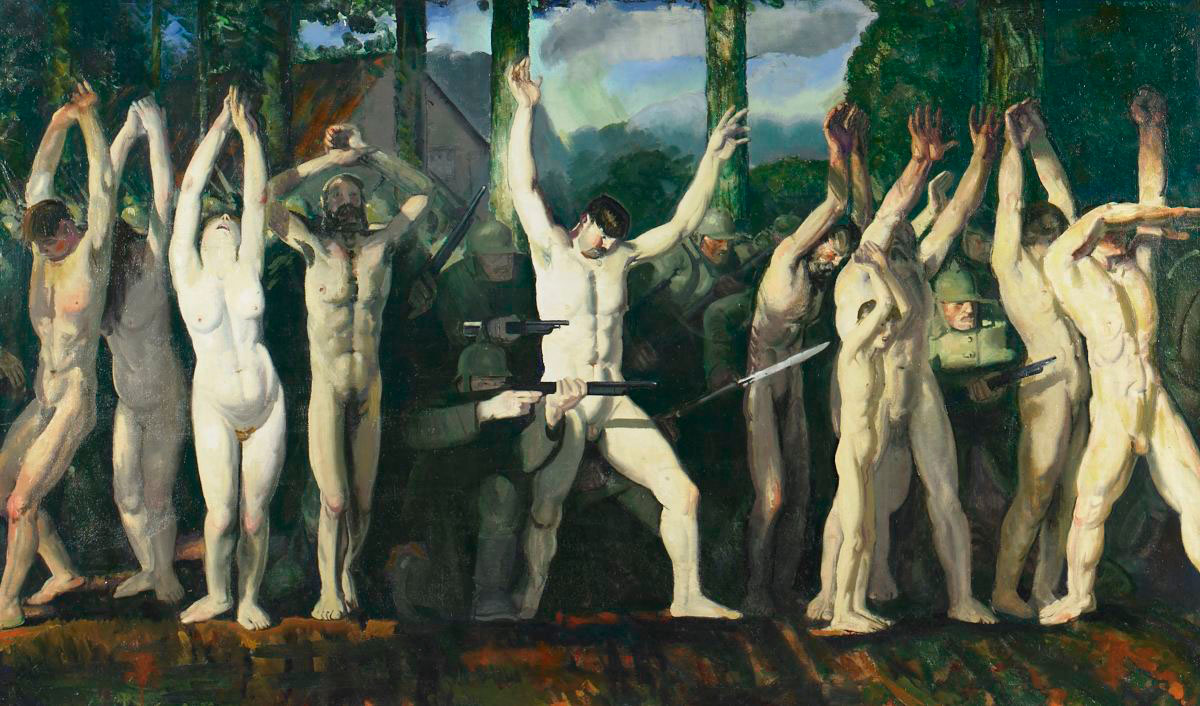
Obraz Barykada namalowany przez George′a Bellowsa w 1918. Obraz zainspirowany autentycznymi wydarzeniami z sierpnia 1914 gdy niemieccy żołnierze używali belgijskich cywilów jako ludzkich tarcz

Ludzka tarcza, żywa tarcza – umyślne użycie cywili lub innych osób niebiorących udziału w konflikcie zbrojnym jako osłony podczas walk, aby odwieść przeciwnika od ataku. Termin ten może też oznaczać dosłowne użycie ludzi jako „tarczy” poprzez zmuszanie ich do chodu przed wojownikami. Używanie tej techniki jest nielegalne w krajach, które przyjęły pierwszą, drugą, trzecią i czwartą konwencję genewską.